# コジオスコ
コジオスコ（コジオスコ山、Mount Kosciuszko）は、オーストラリア大陸の最高峰であり、コジオスコ国立公園の中心地である。この山を中心とする地域は、スノーウィー・マウンテンズと通称され、冬季にはオーストラリアの主要なスキーリゾートとして知られており、季節が逆の北半球に住むスキー客も見られる。なお、片仮名転記では、「コジオスコ」・「コジアスコ」・「コシアスコ」・「コジウスコ」など、複数の表記が見られる。

## 命名史
ポーランドの探検家のパヴェウ・ストシェレツキが、ポーランドとリトアニアの英雄として知られるタデウシュ・コシチュシュコにちなんで、1840年に名付けた。クラクフにコシチュシュコを記念して造られた「コシチュシュコの丘」と呼ばれる人工の小山が有り、山の形が似ていると見なされたためである。

## 登頂方法
主たる登頂のルートは2つ存在し、共に、登山は容易である。
1つ目はシャーロット峠を経由する方法で、9 km歩くと山頂に到着する。1976年まではローソン峠まで自動車にも道が開放されていて、山頂付近まで車で行けた。
2つ目はスキーリゾートとしても知られるスレドボから行く方法である。スレドボからは1930 m地点まで、有料のリフトが動いており、頂上までの距離も僅か6.5 kmに過ぎない。リフトの終点からは、植生を保護するための木道、或いは鉄網で作られた道が整備されており、夏には花畑が見られる。

## 地形と生態系
この山は造山運動によって形成された。ただし、近年の火山活動によって形成された山ではなく、近年における火山活動は、一切見られない。コジオスコとその付近には氷河地形のモレーン、カール、氷河湖が多く見られる。オーストラリア国内に有る4つのカール湖の1つであるブルーレイクは、山の北東部に位置しており、オーストラリア国内では、特に標高の高い場所に存在する湖の1つである。この湖の周辺では、高山植物のヒース、フェン、ボグなどが生育しており、1996年にラムサール条約の登録地となった。また、一帯は生物多様性に富み、アルパインスノーガムなど植生が見られ、標高1850 m以上の高山地域には有袋類のブーラミス、フエガラス、ヒロハネズミや、トカゲのLiopholis guthegaなど、亜高山帯にはオオカンガルーとコトドリ、標高1400 m以下の山地にはハイイロリングテイルとオグロワラビーが棲息している。コシススコ国立公園は1977年にユネスコの生物圏保護区に登録されたが、2020年にはオーストラリアの申請により、同国の他の4ヶ所の生物圏保護区と共に登録が撤回された。

## オーストラリアでコジオスコより高い山
オーストラリアが領有している領土、あるいは、領有を主張している領土には、コジオスコ山よりも高い山が存在する。
- モーソン・ピーク：2745 m（ハード島）
- マクリントック山：3490 m（オーストラリア南極領土）
- メンジース山：3355 m（オーストラリア南極領土）

## ギャラリー

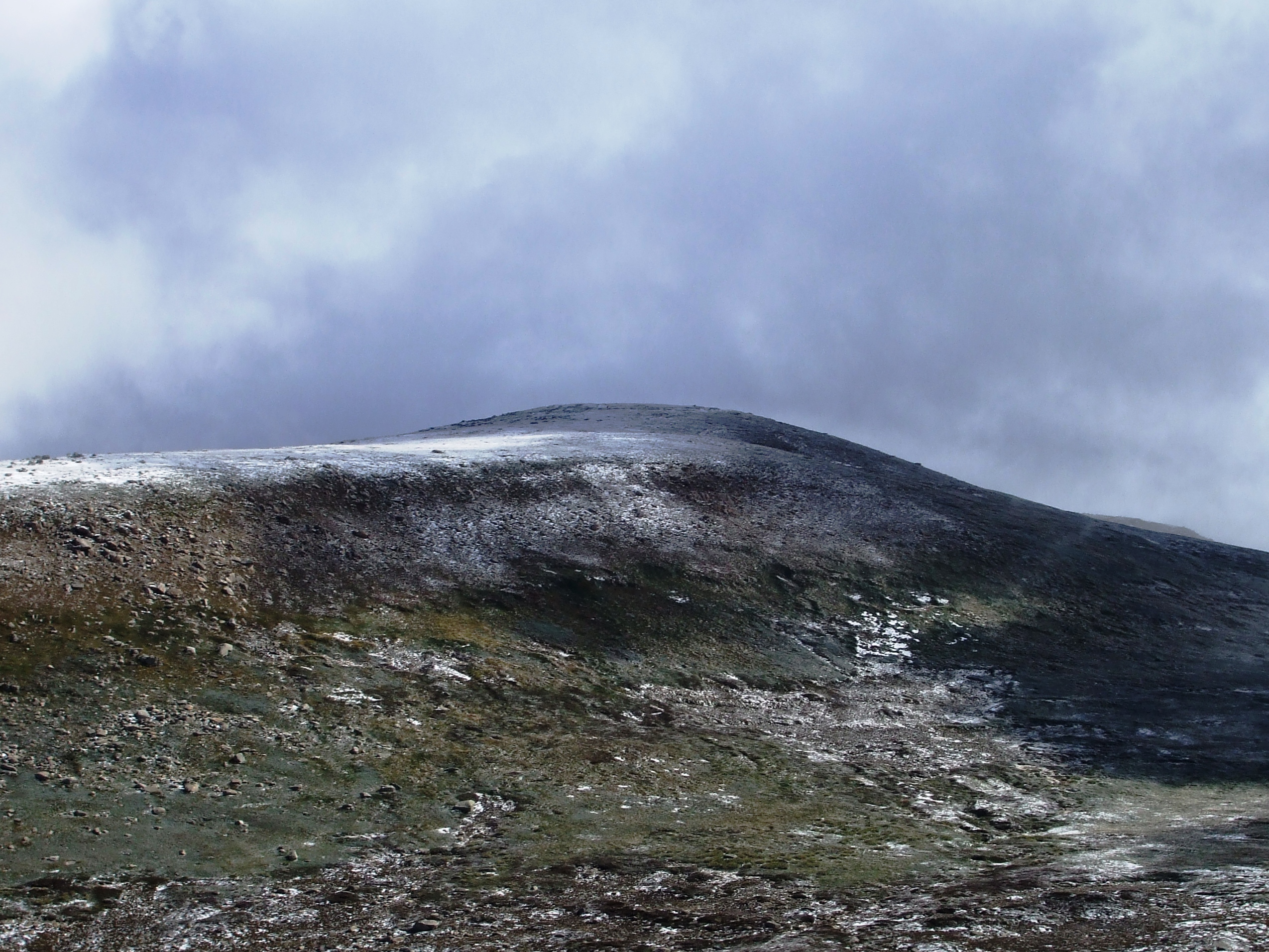
コジオスコ山
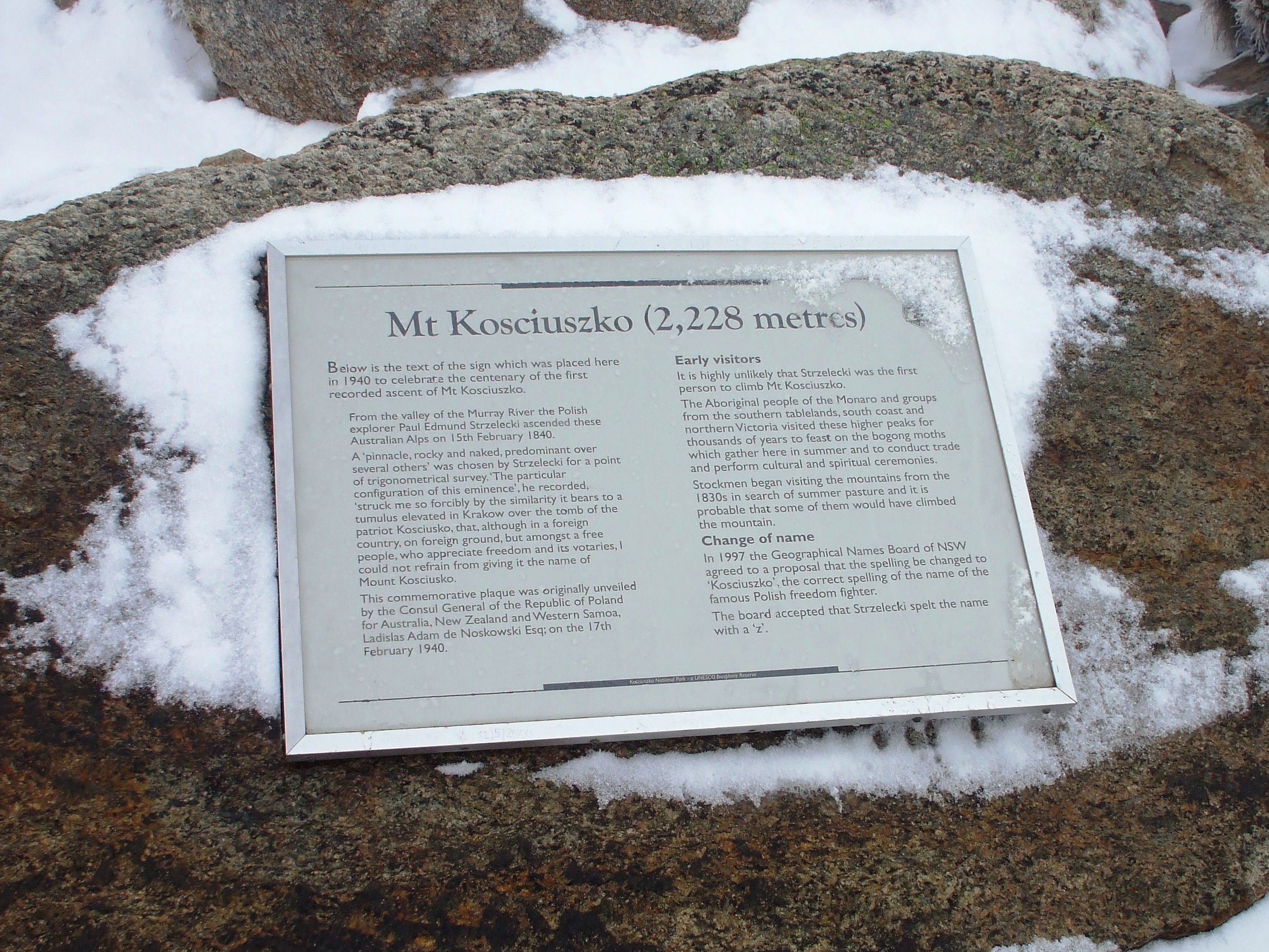
コジオスコ山頂碑
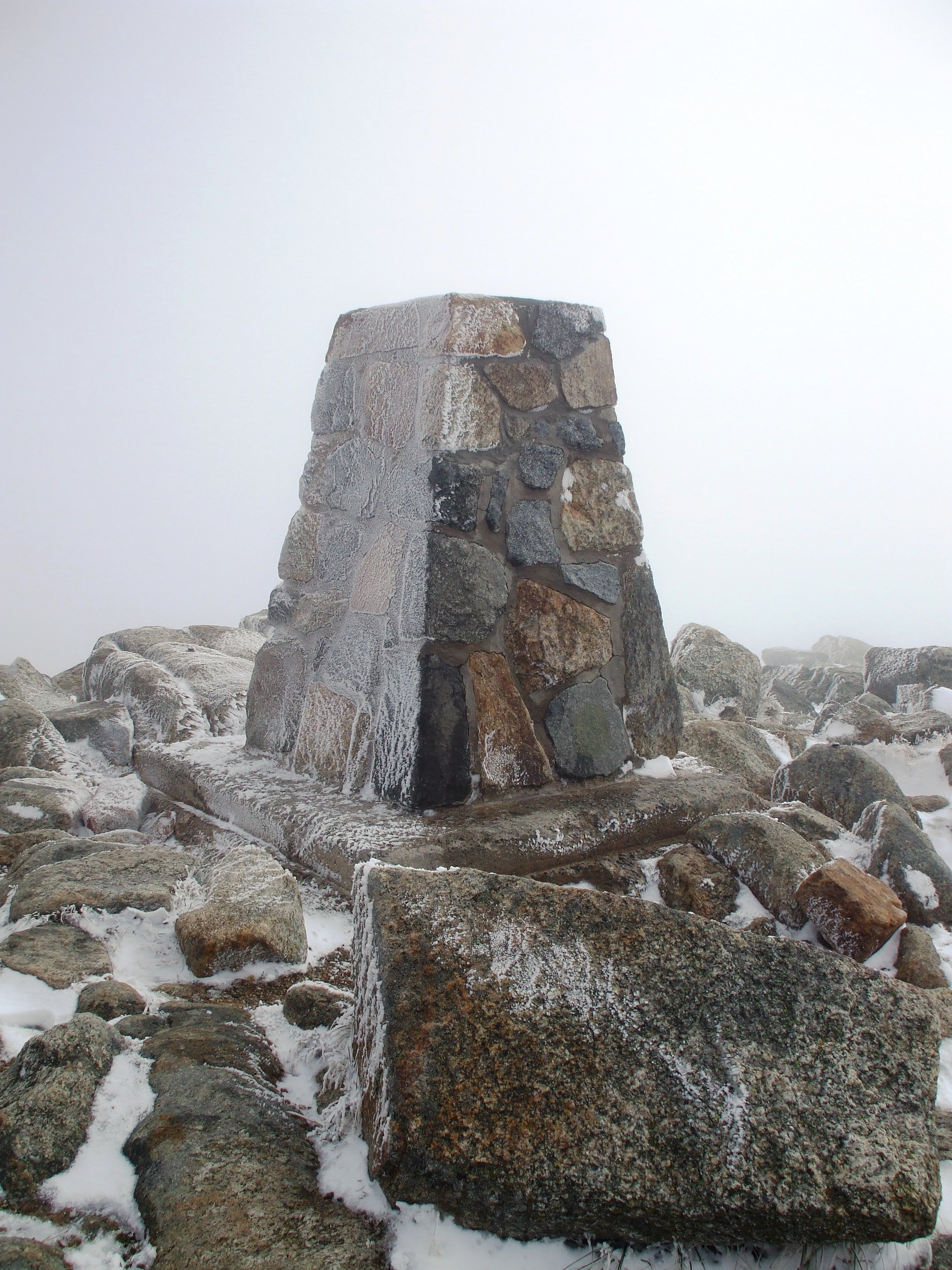
コジオスコ山頂
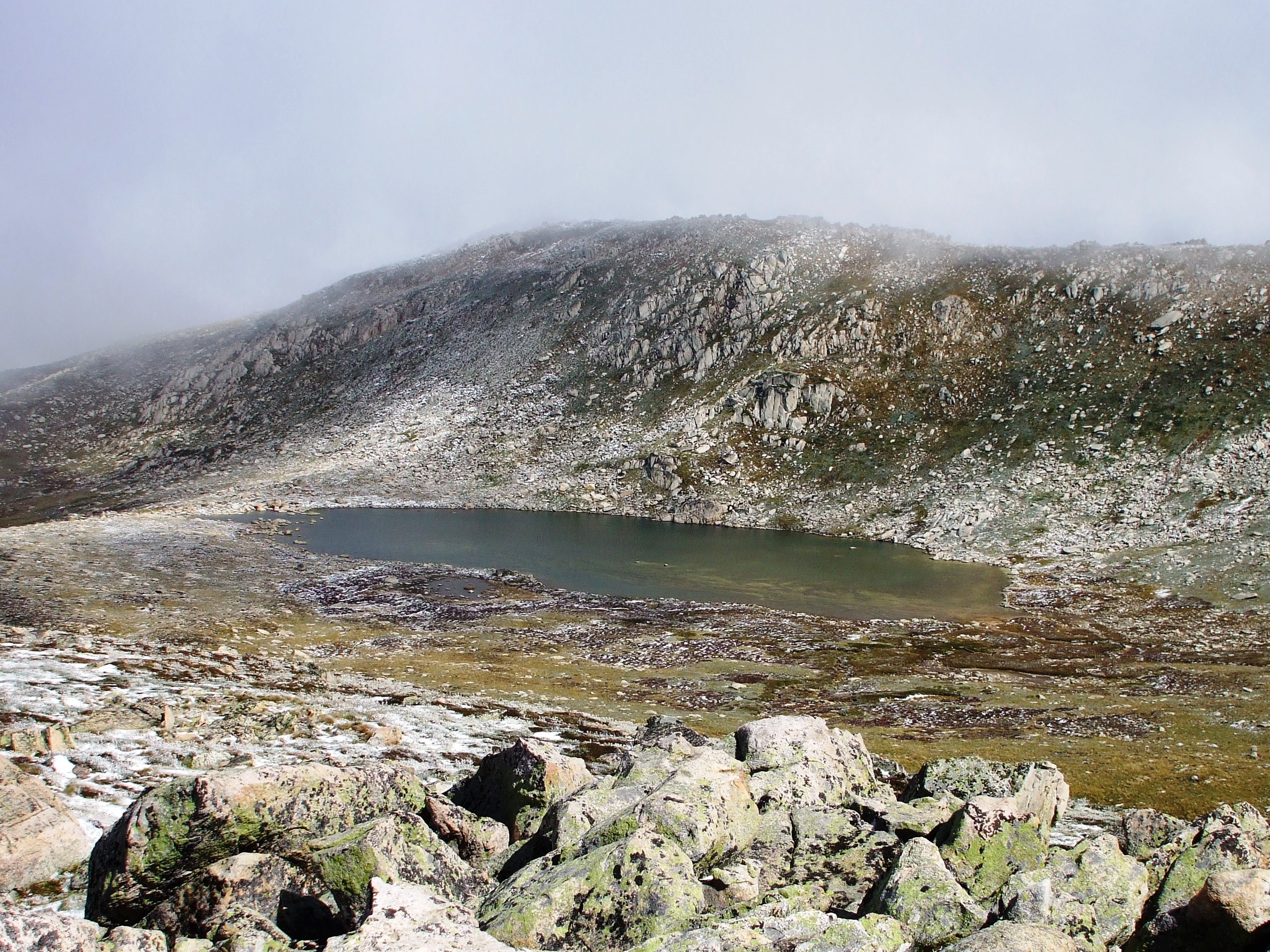
クータパタマンバ湖
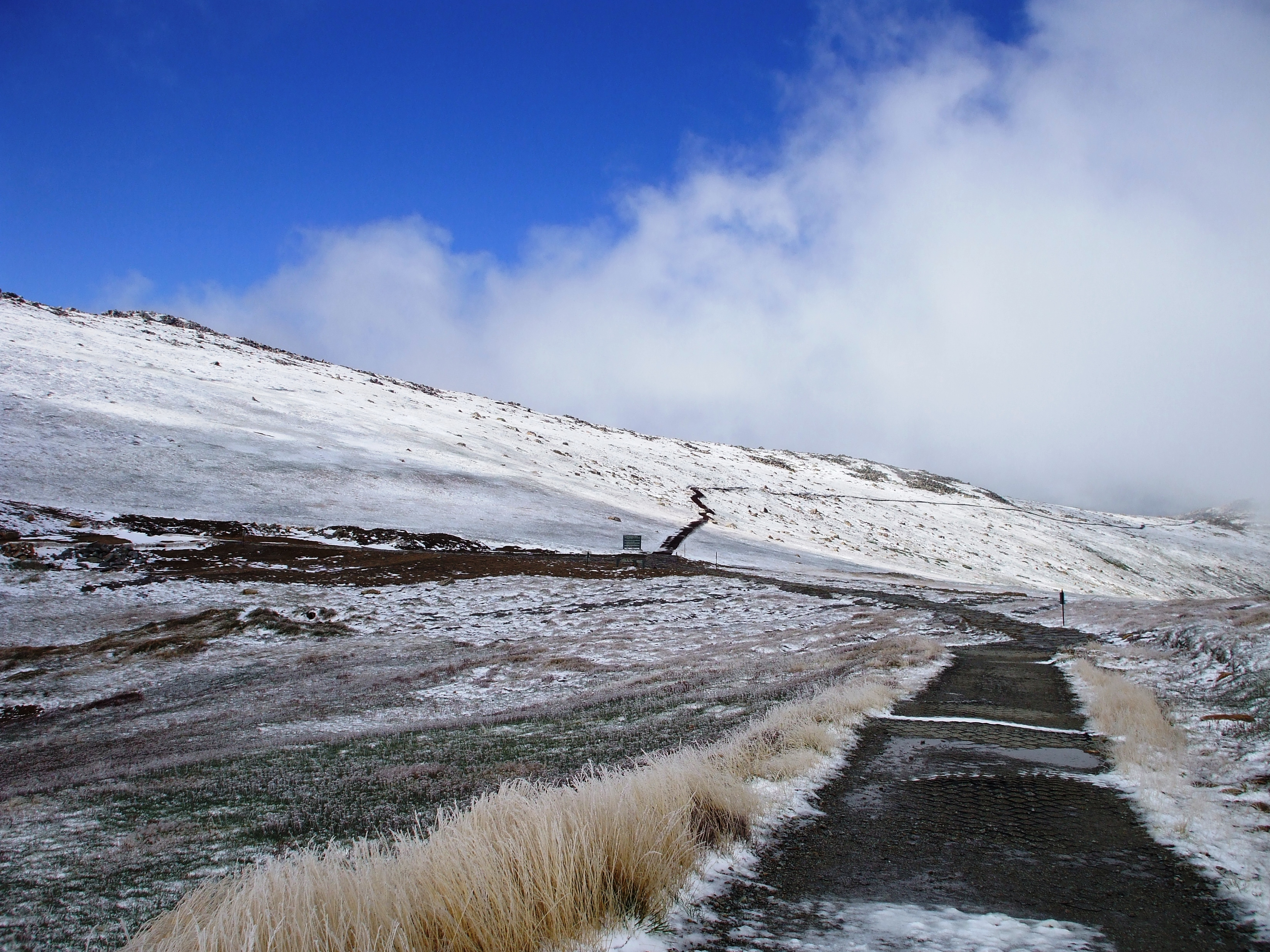
ローソン峠からの頂上への道
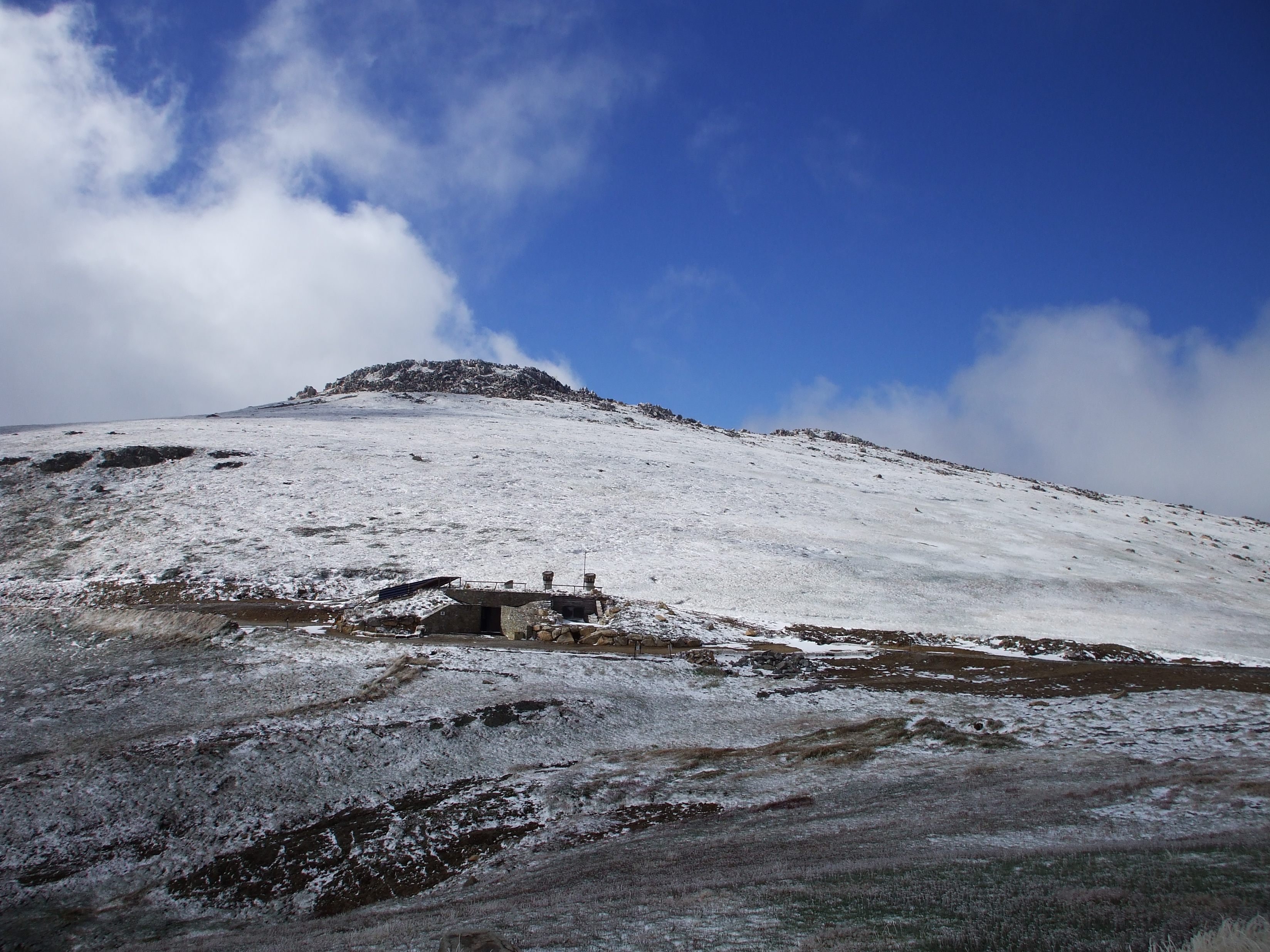
ローソン峠とオーストラリア最高所のトイレ
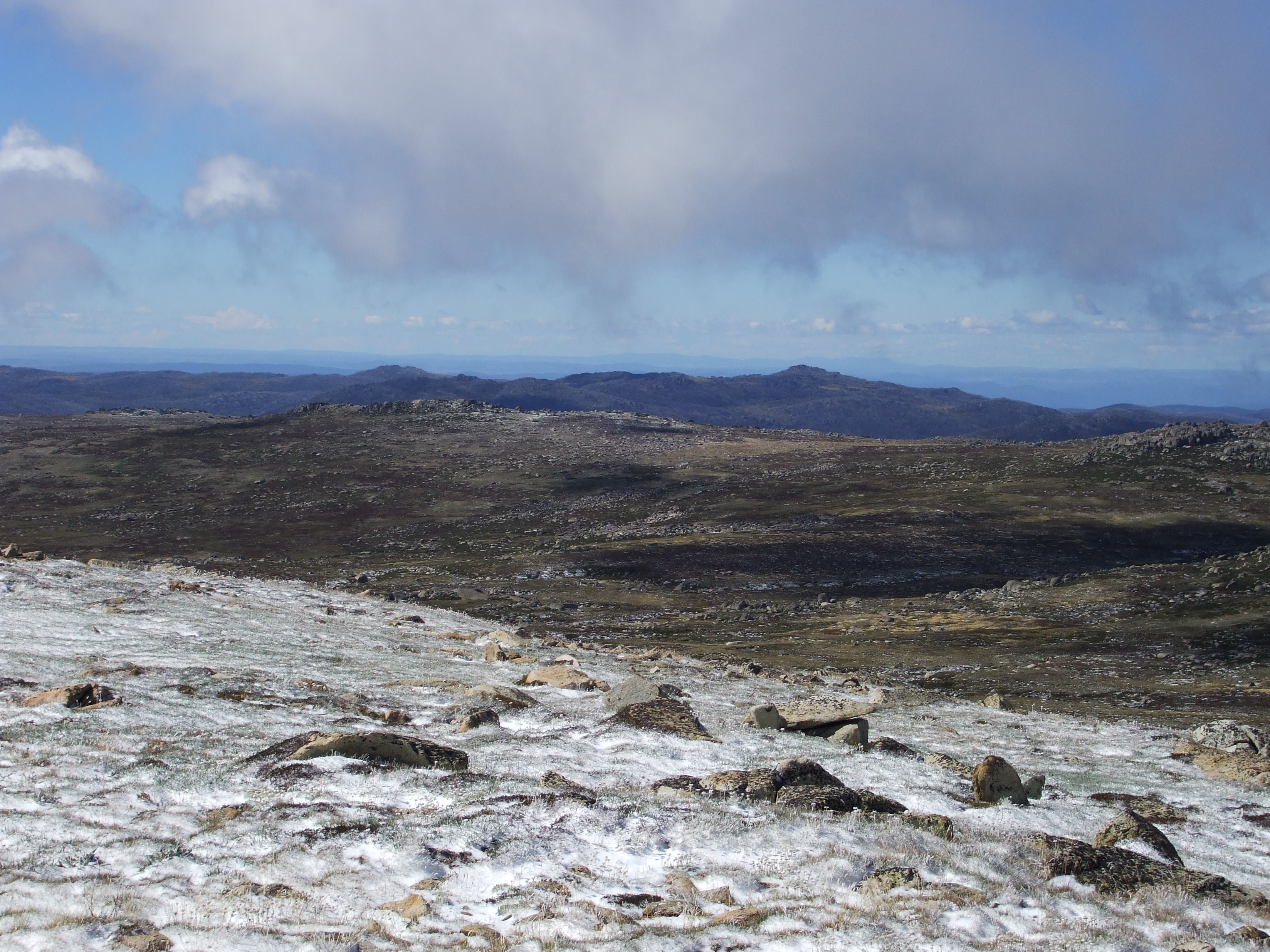
スレドボから頂上へ向かう一風景
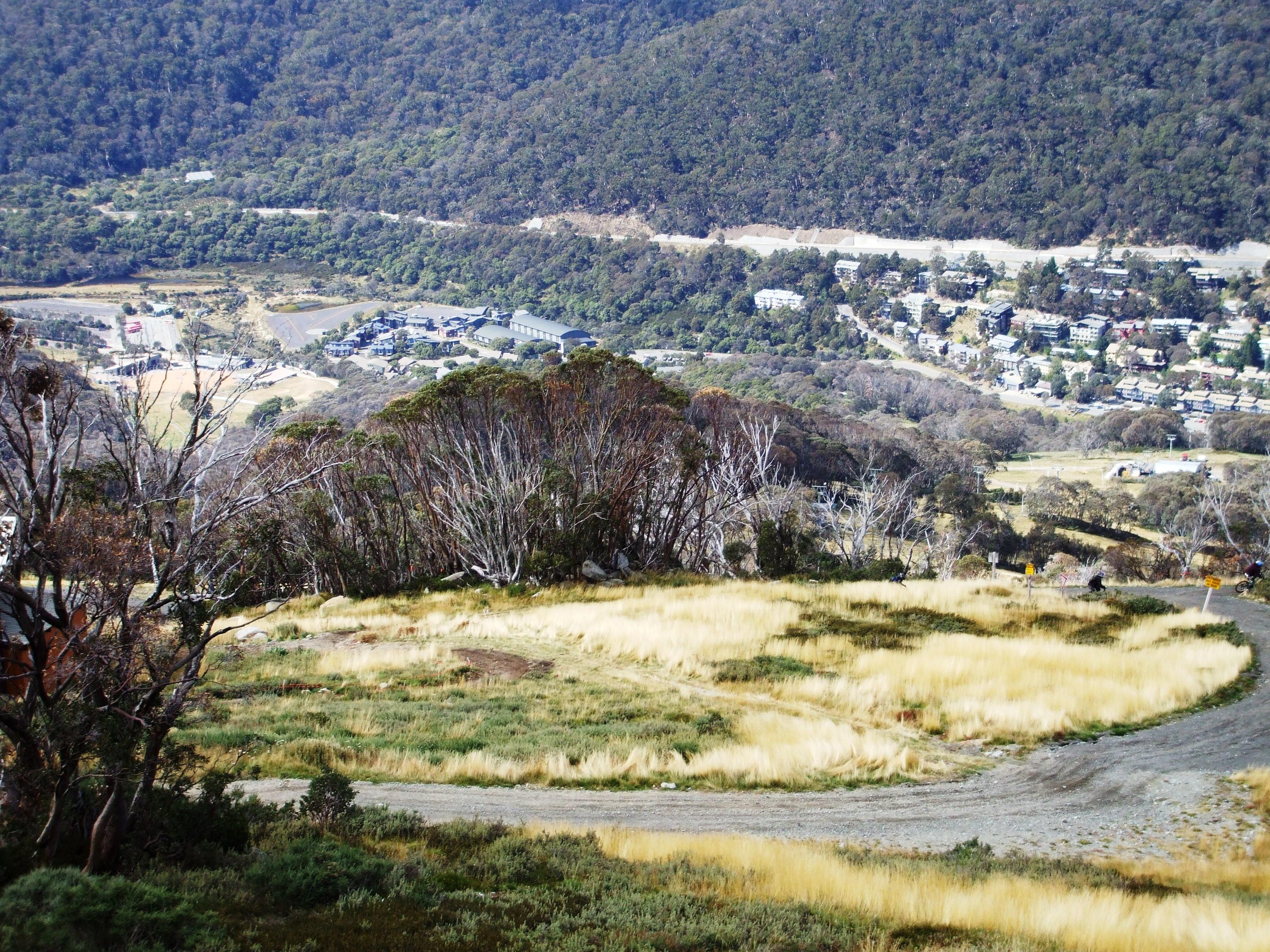
スキーリゾート地スレドボ